# Littleton (County Tipperary)
Littleton (irisch An Baile Beag, „der kleine Ort“) ist ein Dorf mit 414 Einwohnern (2022) im County Tipperary in der Republik Irland. Es liegt in den Townlands Ballybeg (An Baile Beag) und Ballydavid (Baile Dháith). 

## Lage
Littleton liegt etwa acht Kilometer südöstlich von Thurles am River Breagagh. Die M8 führt im Westen an der Ortschaft vorbei. Durch den Ortskern führt die R639 von Cashel nach Urlingford.

## Geschichte
Nahe Littleton wurde im 6. Jahrhundert, der Legende nach von Ruadhán of Lorrha, ein Kloster gegründet. An dieser Stelle befindet sich heute die Ruine der Derrynaflan Church, die im 11. Jahrhundert errichtet wurde. Hier wurde auch der sog. Derrynaflan-Hort gefunden.

## Wirtschaft
In Littleton befindet sich eine Torfbrikettfabrik des halbstaatlichen Unternehmens Bord na Móna. 